# Milla bryanii
Milla bryanii är en sparrisväxtart som beskrevs av Ivan Murray Johnston. Milla bryanii ingår i släktet Milla och familjen sparrisväxter. Inga underarter finns listade i Catalogue of Life.